# Freilichtmuseum Güglingen

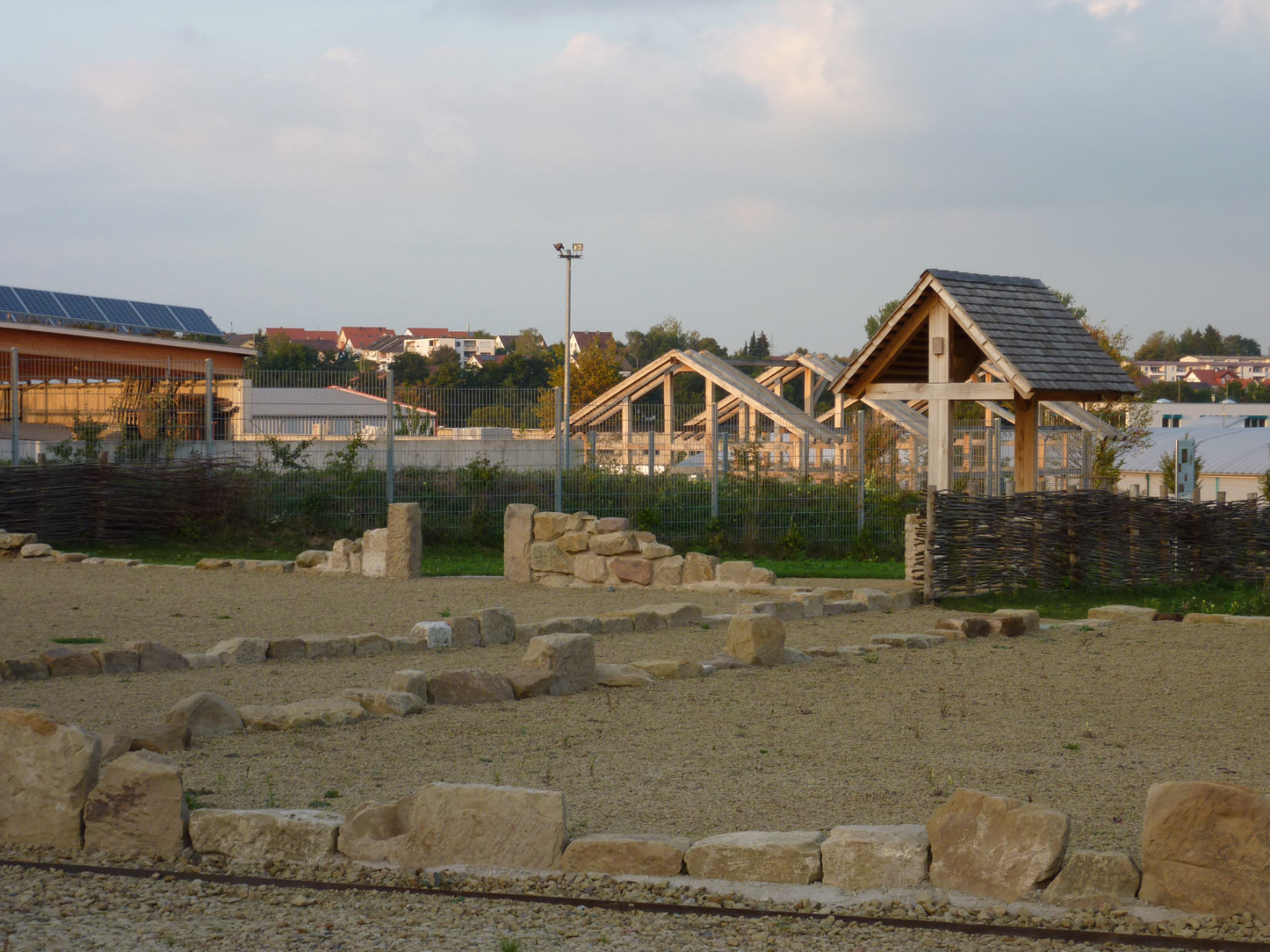
Andeutung der einstigen Bebauung mit Streifenhäusern

Das archäologische Freilichtmuseum in Güglingen befasst sich mit den Überresten Güglingens aus der Römerzeit.

## Geschichte
Schon 1841 hatte der damalige Stadtpfarrer Karl Klunzinger aufgrund zahlreicher Einzelfunde die Bodendenkmäler bei Güglingen untersucht. Damals nahm man jedoch noch an, hier habe nur ein einzelner römischer Gutshof existiert. In den Jahren 1999 bis 2005 wurden auf einem Areal von rund 4,5 Hektar Ausgrabungen in einem heutigen Industriegebiet von Güglingen vorgenommen. Dabei stellte sich heraus, dass der Ort zur Römerzeit bedeutend größer war als in späteren Phasen. Während der Ausgrabung wurden mehr als 30 Häuser, ein öffentliches Bad und zwei Mithräen untersucht.
Der Vicus, dessen lateinischer Name unbekannt ist, dürfte insgesamt jedoch etwa 80 Häuser auf einer Fläche von zehn Hektar umfasst haben. Er lag an einer Kreuzung der Zabertalstraße mit einer Straße, die von Walheim her in den Ort führte. Vermutlich bildete der Ort, der etwa von 120 bis 250 n. Chr. von Römern besiedelt war, nur ein wirtschaftliches, nicht aber ein militärisches Zentrum. In seinen Streifenhäusern dürften vor allem Handwerker und Händler gelebt haben. Die Siedlung wurde in der Mitte des 3. Jahrhunderts offenbar planmäßig geräumt, an vielen Bauwerken wurde damals Feuer gelegt. Nach diesem Rückzug der Römer siedelten sich in den 270er Jahren Alamannen in der Gegend an, die etwa zwei Generationen lang dort lebten.

## Anlage

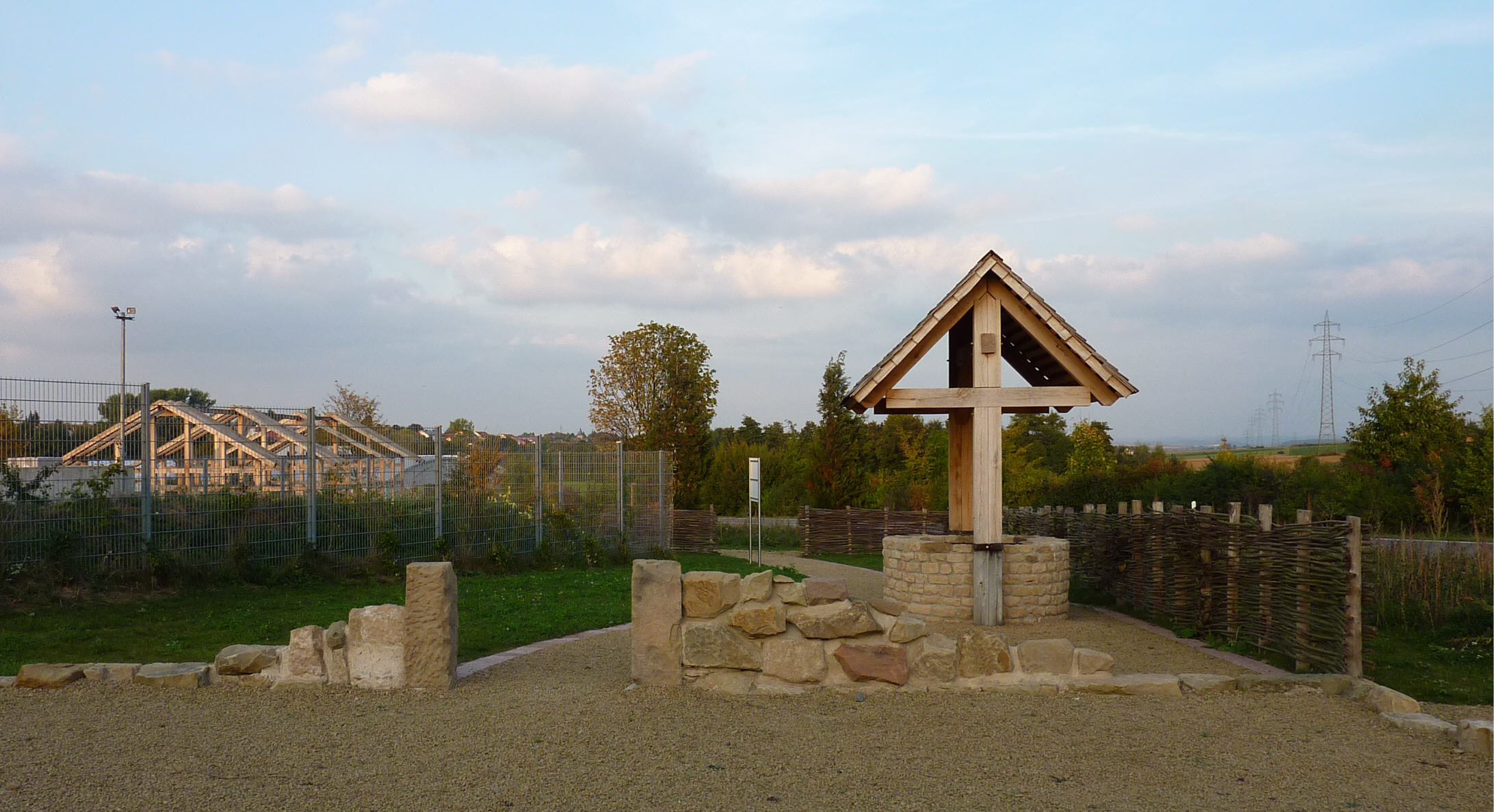
Hausmauer, Brunnen und Zaun

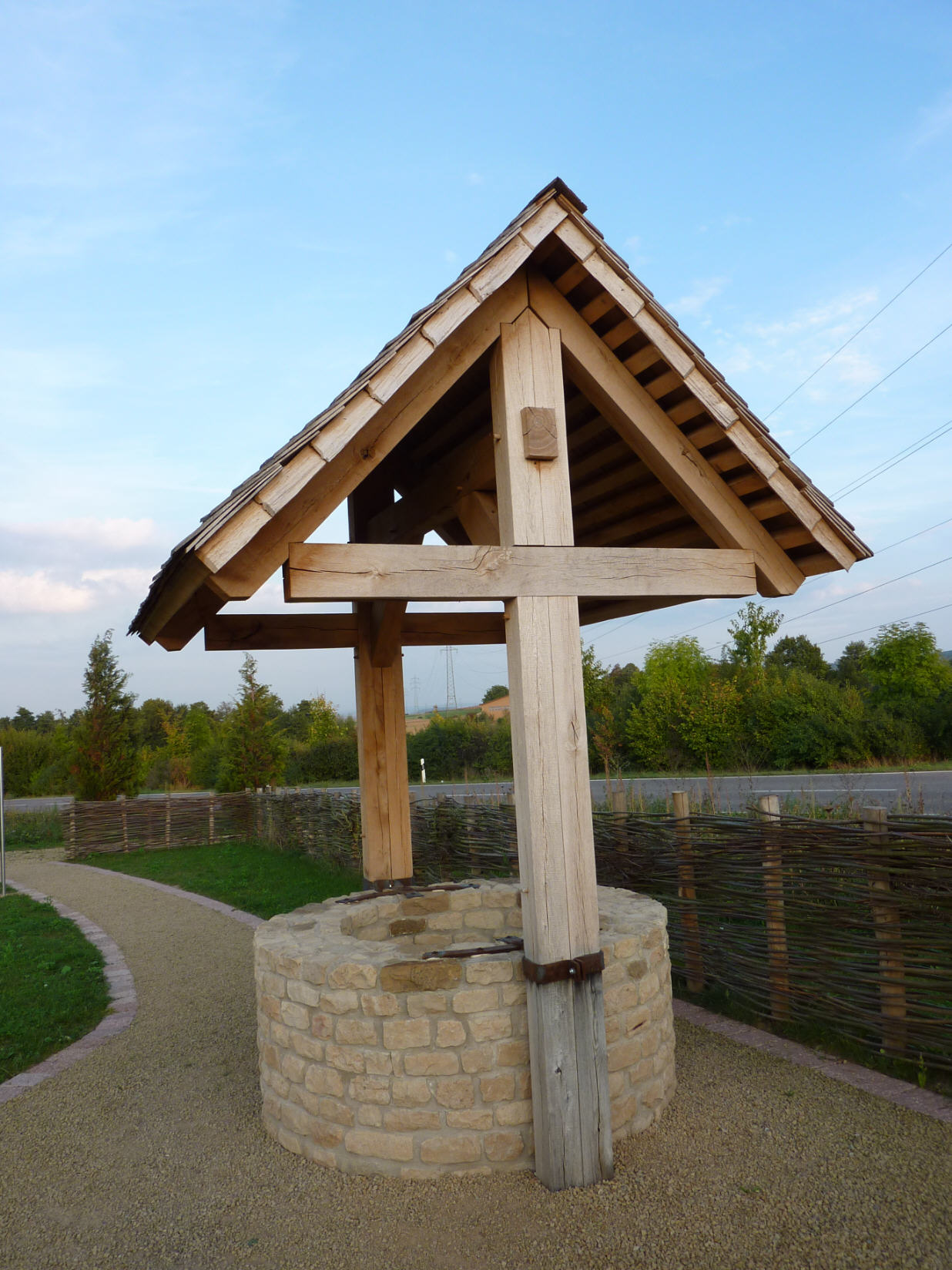
Brunnen

Ein Großteil der antiken Bebauung ist heute überbaut oder zumindest nicht ausgegraben. Die Freilichtanlage befindet sich in unmittelbarer Nachbarschaft zum städtischen Bauhof, Industriebetrieben und Straßen und kann deshalb nur zwei Straßen- bzw. Wegverläufe, die der antiken Verkehrsführung in Güglingen entsprechen, präsentieren. Dazu kommen noch die oberirdisch angedeuteten Grundrisse zweier Häuser samt ihren Gärten oder Höfen und Einfriedungen. Eines dieser Häuser besaß einen acht Meter tiefen Brunnen, der restauriert wurde. Daneben befindet sich ein zeittypischer Weidenflechtzaun.
Am Rande des einstigen Ortes und im Zentrum der heutigen Freilichtanlage befindet sich eines von zwei Mithräen, die hier auf engem Raum gefunden wurden. Das Mithräum I, das 1999 ausgegraben wurde, ist heute wieder vom Erdboden bedeckt. Dieses Mithräum war das ältere derartige Heiligtum vor Ort. Der massive Steinbau wurde in der zweiten Hälfte des 2. Jahrhunderts errichtet und später noch verändert. Er existierte bis ins 3. Jahrhundert. Sein Kultraum war etwa 65 Quadratmeter groß.
Von 2002 bis 2004 wurde das etwas kleinere Mithräum II, ein Holzfachwerkbau, ausgegraben. Hier ließen sich drei Bauphasen feststellen, von denen die dritte heute durch Balkenwerk andeutungsweise rekonstruiert ist. In dieser dritten Gestalt existierte das Bauwerk, das ursprünglich um die Mitte des 2. Jahrhunderts errichtet worden war, etwa vom Anfang bis zur Mitte des 3. Jahrhunderts. Wie bei vielen anderen Gebäuden des Vicus ist von gezielter Brandlegung zur Zerstörung des Bauwerks auszugehen. Die Ausstattung des Kultraumes blieb aber weitgehend erhalten. Interessant ist etwa das Deckengemälde, das untypischerweise keinen Sternenhimmel, sondern geometrischen Schmuck zeigt. Im Inneren des Mithräums fanden sich zahlreiche Weihesteine und Kultgeräte, darunter Trinkgefäße, ein Kultschwert und eine eiserne Strahlenkrone. Diese Originalfunde befinden sich in einer maßstabsgetreuen Rekonstruktion des Mithräums im Römermuseum in Güglingen. Die in der Freilichtanlage präsentierte Rekonstruktion zeigt die Unterteilung in Vor- und Kultraum sowie die Anlage des eigentlichen Kultraums mit aufgemauerten und eichenlattengedeckten Podien an den Längsseiten. Die verputzten Mauerfugen dieser Podien zeigen den antiken roten Zierstrich. Mehrere Informationstafeln auf dem Freigelände informieren über den Mithraskult.

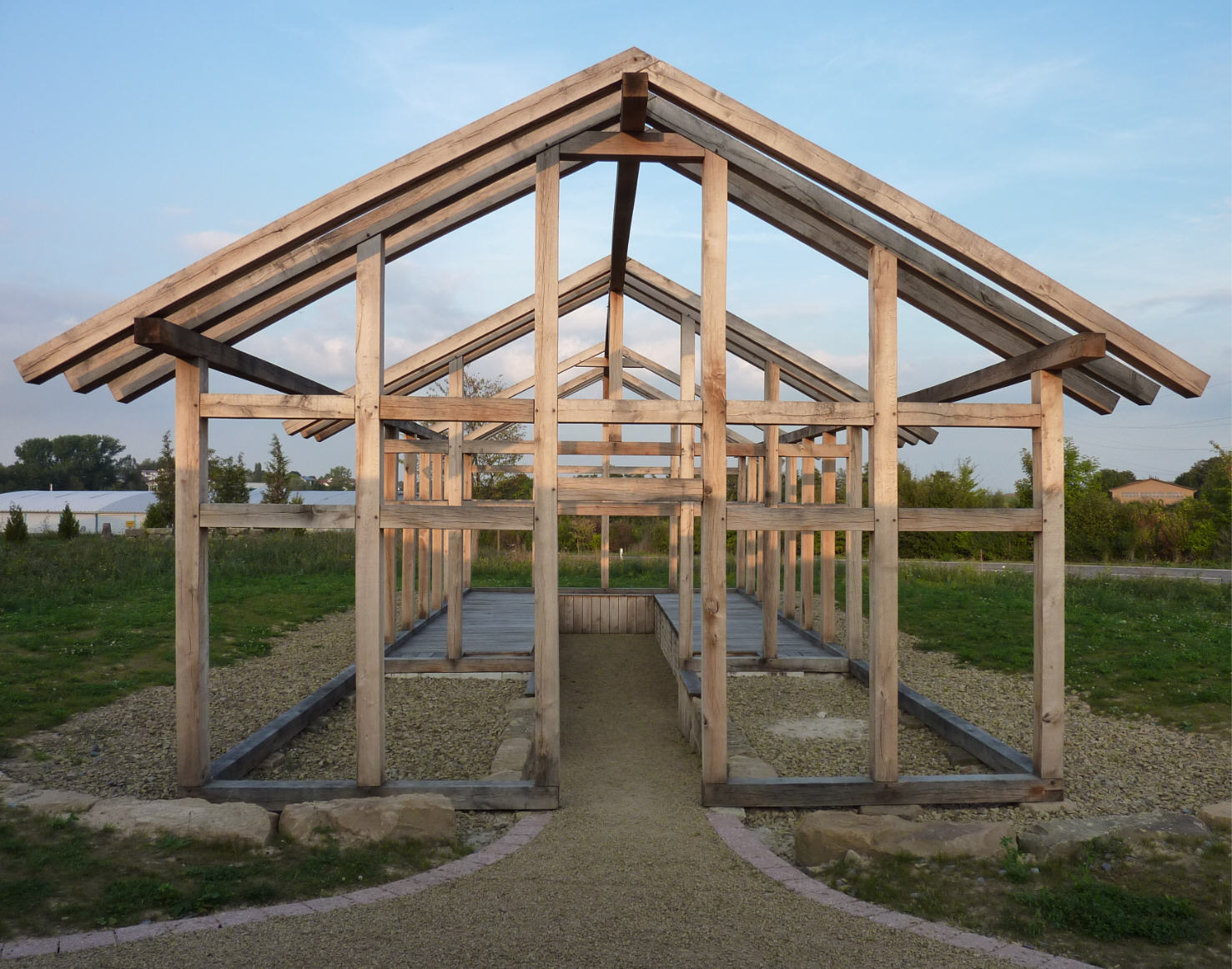
Eingangsseite des Mithräums II
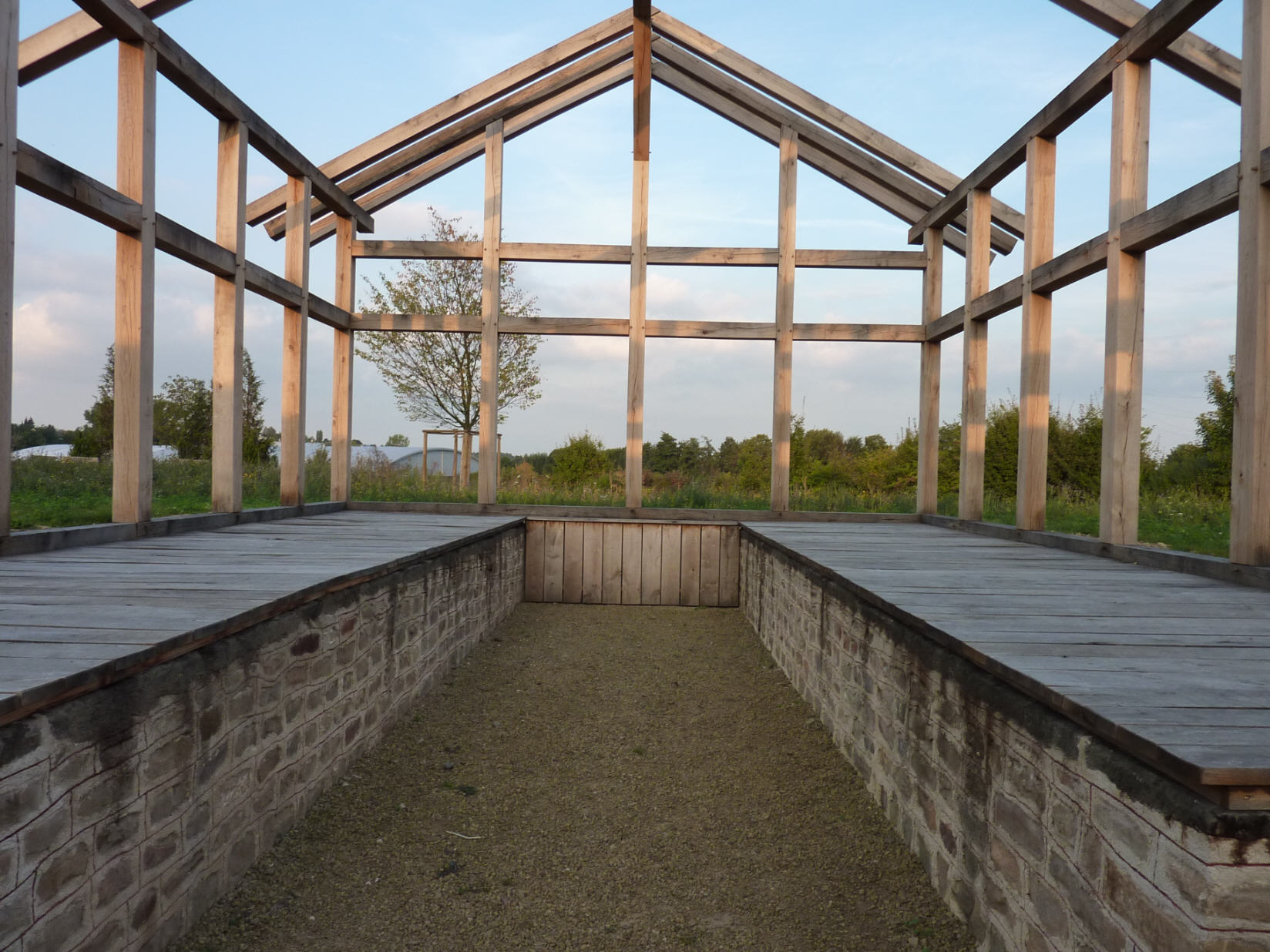
Blick in den Kultraum
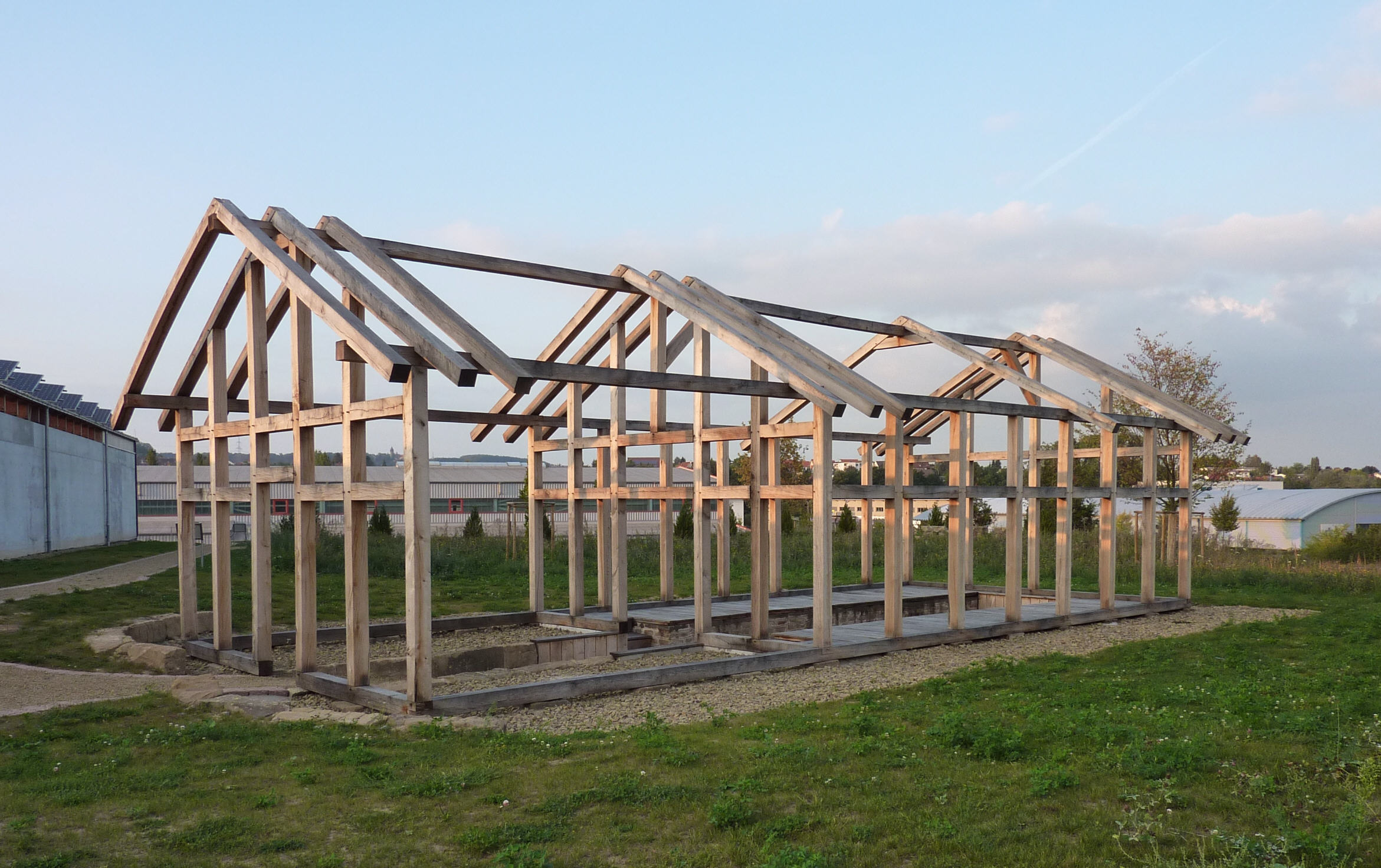
Seitenansicht

Die Anlage ist mit Pflanzen bewachsen, die durch paläobotanische Untersuchungen schon für die antike Siedlung nachgewiesen wurden. Sie ist jederzeit frei zugänglich, kann jedoch nicht als barrierefrei bezeichnet werden.